# Adenomera
Adenomera es un género de anfibio anuro de la familia Leptodactylidae. Se distribuyen por Sudamérica al este de los Andes.

## Especies
Se reconocen las 21 siguientes según ASW:
- Adenomera ajurauna (Berneck, Costa & Garcia, 2008)
- Adenomera albarena Martins, Mônico, Mendonça, Dantas, Souza, Hanken, Lima & Ferrão, 2024[1]
- Adenomera andreae (Müller, 1923)
- Adenomera araucaria Kwet & Angulo, 2002
- Adenomera bokermanni (Heyer, 1973)
- Adenomera cantitata Cassini, Carvalho, Taucce, Haddad & Solé, 2024[2]
- Adenomera coca (Angulo & Reichle, 2008)
- Adenomera cotuba Carvalho & Giaretta, 2013[3]
- Adenomera diptyx (Boettger, 1885)
- Adenomera engelsi Kwet, Steiner & Zillikens, 2009
- Adenomera guaraní Zaracho, Lavilla, Carvalho, Motte & Basso, 2023[4]
- Adenomera heyeri Boistel, Massary & Angulo, 2006
- Adenomera hylaedactyla (Cope, 1868)
- Adenomera juikitam Carvalho & Giaretta, 2013[3]
- Adenomera lutzi Heyer, 1975
- Adenomera marmorata Steindachner, 1867
- Adenomera martinezi (Bokermann, 1956)
- Adenomera nana (Müller, 1922)
- Adenomera saci Carvalho & Giaretta, 2013[5]
- Adenomera simonstuarti (Angulo & Icochea, 2010)
- Adenomera thomei (Almeida & Angulo, 2006)